# Heberley Sosa
Heberley Sosa Brion (Montevideo, 1º agosto 1973) è un ex calciatore uruguaiano, di ruolo attaccante.
Anche suo figlio Sebastián è un calciatore.